# Smells Like Teen Spirit
Smells Like Teen Spirit is een single van de Amerikaanse grungeband Nirvana. Het lied is het openingsnummer van het veelbesproken studioalbum Nevermind uit 1991. Dit album betekende ook meteen het enorme succes van Nirvana. Op 10 september dat jaar werd het nummer eerst in de VS en Canada op single uitgebracht. Op 18 november volgden Europa, Australië, Nieuw-Zeeland en Japan.
Het is de hit waarmee deze band en het grungegenre onverwacht bij het grote publiek doorbrak en heeft daarmee een belangrijke rol in de rockgeschiedenis. Het Amerikaanse muziektijdschrift Rolling Stone plaatste het nummer op de eerste plaats van 50 Best Songs of the Nineties.

## Achtergrond
De titel zou ontleend zijn aan het deodorantmerk 'Teen Spirit' uit de VS. Kathleen Hanna van de band Bikini Kill schreef "Kurt Smells Like Teen Spirit" op de muur van Nirvana-zanger Kurt Cobain met een viltstift. Omdat ze hadden gepraat over anarchie, punkrock en vergelijkbare onderwerpen, dacht Cobain dat dit een slogan met betrekking tot dit onderwerp was. Hanna bedoelde echter dat Kurt naar de deodorant rook die Hanna en Tobi Vail, haar bandlid en toen Kurts vriendin, in een winkel hadden zien staan. Kurt verklaarde later dat hij nooit deodorant gebruikte.
Muzikaal gezien heeft het nummer veel invloeden uit de punkrock. Deze harde passages op zowel drums, bas en gitaar worden afgewisseld met rustige delen, waarbij met name de gitaar terugvalt op een minimaal dienende rol. Dit is een typisch voorbeeld van het grungegeluid. Cobain gaf zelf toe dat het nummer een poging was om Pixies te imiteren. Sommigen beweerden dat de melodie sterk leek op Bostons More Than a Feeling. Dit vermoeden werd door Nirvana zelf bevestigd op een concert anno 1992 in Reading, waar de groep een vertolking van More Than a Feeling inzette alvorens over te schakelen op Smells Like Teen Spirit.
De tekst van het lied was destijds en ook nu nog een groot mysterie voor luisteraars, vanwege Cobains soms moeilijk verstaanbare en onbegrijpelijke onzinteksten. Het album Nevermind drukte bovendien geen liedteksten af in zijn hoes, afgezien van korte tekstfragmentjes. Desondanks werd het nummer internationaal zeer populair op basis van de melodie, de anarchistische videoclip en de eigen interpretaties van luisteraars.
De videoclip droeg aanzienlijk bij tot het succes van het nummer. De groep wordt getoond terwijl ze tijdens een schoolconcert te midden van cheerleaders en een uitzinnig tienerpubliek het lied spelen en uiteindelijk de hele set wordt gesloopt. Cobain liet zich voor de sfeer van de video inspireren door de tienerfilm Rock 'n' Roll High School (1979) met Ramones. Hoe de clip gemaakt werd, is te zien op de dvd Nevermind. In een vroege versie van de clip komen nog enkele oudere heren voor die zogenaamd geterroriseerd worden door het geluid. Die scènes liet Kurt Cobain eruit knippen; alleen de conciërge is gebleven.
Nirvana bracht het nummer ten gehore in 1991: The Year Punk Broke, een documentaire die de opkomst van Nirvana in beeld brengt.

## Covers en parodieën
Het nummer en de clip werden later geparodieerd door "Weird Al" Yankovic onder de titel Smells like Nirvana en ook in Bob Sinclars Rock This Party. Tori Amos en Patti Smith namen beiden een eigen, rustige versie op van dit nummer.
In 2005 zou crooner Paul Anka een eigen bigbandversie uitbrengen op zijn eigen album Rock Swings. The Ukelele Orchestra of Great Britain heeft een versie op ukelele gebracht in het programma Later van Jools Holland op BBC2.
Jan Rot (zanger) heeft hem vertaald als 'Een vleugje jeugdcultuur' voor zijn jaren 1990 album 'O ja!'.
In 2014 maakt de dancegroep The Howling een coverversie van het nummer.

## Hitnoteringen

### Nederlandse Top 40
| "Smells Like Teen Spirit" in de Nederlandse Top 40 - binnen 30-11-1991 | "Smells Like Teen Spirit" in de Nederlandse Top 40 - binnen 30-11-1991 | "Smells Like Teen Spirit" in de Nederlandse Top 40 - binnen 30-11-1991 | "Smells Like Teen Spirit" in de Nederlandse Top 40 - binnen 30-11-1991 | "Smells Like Teen Spirit" in de Nederlandse Top 40 - binnen 30-11-1991 | "Smells Like Teen Spirit" in de Nederlandse Top 40 - binnen 30-11-1991 | "Smells Like Teen Spirit" in de Nederlandse Top 40 - binnen 30-11-1991 | "Smells Like Teen Spirit" in de Nederlandse Top 40 - binnen 30-11-1991 | "Smells Like Teen Spirit" in de Nederlandse Top 40 - binnen 30-11-1991 | "Smells Like Teen Spirit" in de Nederlandse Top 40 - binnen 30-11-1991 | "Smells Like Teen Spirit" in de Nederlandse Top 40 - binnen 30-11-1991 | "Smells Like Teen Spirit" in de Nederlandse Top 40 - binnen 30-11-1991 | "Smells Like Teen Spirit" in de Nederlandse Top 40 - binnen 30-11-1991 | "Smells Like Teen Spirit" in de Nederlandse Top 40 - binnen 30-11-1991 | "Smells Like Teen Spirit" in de Nederlandse Top 40 - binnen 30-11-1991 | "Smells Like Teen Spirit" in de Nederlandse Top 40 - binnen 30-11-1991 |
| Week                                                                   | 01                                                                     | 02                                                                     | 03                                                                     | 04                                                                     | 05                                                                     | 06                                                                     | 07                                                                     | 08                                                                     | 09                                                                     | 10                                                                     | 11                                                                     | 12                                                                     | 13                                                                     | 14                                                                     |                                                                        |
| ---------------------------------------------------------------------- | ---------------------------------------------------------------------- | ---------------------------------------------------------------------- | ---------------------------------------------------------------------- | ---------------------------------------------------------------------- | ---------------------------------------------------------------------- | ---------------------------------------------------------------------- | ---------------------------------------------------------------------- | ---------------------------------------------------------------------- | ---------------------------------------------------------------------- | ---------------------------------------------------------------------- | ---------------------------------------------------------------------- | ---------------------------------------------------------------------- | ---------------------------------------------------------------------- | ---------------------------------------------------------------------- | ---------------------------------------------------------------------- |
| Nummer                                                                 | 25                                                                     | 14                                                                     | 7                                                                      | 4                                                                      | 3                                                                      | 4                                                                      | 3                                                                      | 3                                                                      | 4                                                                      | 6                                                                      | 11                                                                     | 17                                                                     | 17                                                                     | 31                                                                     | uit                                                                    |

### Nationale Top 100
| "Smells Like Teen Spirit" in de Nationale Top 100 - binnen: 16-11-1991 | "Smells Like Teen Spirit" in de Nationale Top 100 - binnen: 16-11-1991 | "Smells Like Teen Spirit" in de Nationale Top 100 - binnen: 16-11-1991 | "Smells Like Teen Spirit" in de Nationale Top 100 - binnen: 16-11-1991 | "Smells Like Teen Spirit" in de Nationale Top 100 - binnen: 16-11-1991 | "Smells Like Teen Spirit" in de Nationale Top 100 - binnen: 16-11-1991 | "Smells Like Teen Spirit" in de Nationale Top 100 - binnen: 16-11-1991 | "Smells Like Teen Spirit" in de Nationale Top 100 - binnen: 16-11-1991 | "Smells Like Teen Spirit" in de Nationale Top 100 - binnen: 16-11-1991 | "Smells Like Teen Spirit" in de Nationale Top 100 - binnen: 16-11-1991 | "Smells Like Teen Spirit" in de Nationale Top 100 - binnen: 16-11-1991 | "Smells Like Teen Spirit" in de Nationale Top 100 - binnen: 16-11-1991 | "Smells Like Teen Spirit" in de Nationale Top 100 - binnen: 16-11-1991 | "Smells Like Teen Spirit" in de Nationale Top 100 - binnen: 16-11-1991 | "Smells Like Teen Spirit" in de Nationale Top 100 - binnen: 16-11-1991 | "Smells Like Teen Spirit" in de Nationale Top 100 - binnen: 16-11-1991 | "Smells Like Teen Spirit" in de Nationale Top 100 - binnen: 16-11-1991 | "Smells Like Teen Spirit" in de Nationale Top 100 - binnen: 16-11-1991 | "Smells Like Teen Spirit" in de Nationale Top 100 - binnen: 16-11-1991 | "Smells Like Teen Spirit" in de Nationale Top 100 - binnen: 16-11-1991 |
| Week                                                                   | 01                                                                     | 02                                                                     | 03                                                                     | 04                                                                     | 05                                                                     | 06                                                                     | 07                                                                     | 08                                                                     | 09                                                                     | 10                                                                     | 11                                                                     | 12                                                                     | 13                                                                     | 14                                                                     | 15                                                                     | 16                                                                     | 17                                                                     | 18                                                                     |                                                                        |
| ---------------------------------------------------------------------- | ---------------------------------------------------------------------- | ---------------------------------------------------------------------- | ---------------------------------------------------------------------- | ---------------------------------------------------------------------- | ---------------------------------------------------------------------- | ---------------------------------------------------------------------- | ---------------------------------------------------------------------- | ---------------------------------------------------------------------- | ---------------------------------------------------------------------- | ---------------------------------------------------------------------- | ---------------------------------------------------------------------- | ---------------------------------------------------------------------- | ---------------------------------------------------------------------- | ---------------------------------------------------------------------- | ---------------------------------------------------------------------- | ---------------------------------------------------------------------- | ---------------------------------------------------------------------- | ---------------------------------------------------------------------- | ---------------------------------------------------------------------- |
| Nummer                                                                 | 97                                                                     | 72                                                                     | 46                                                                     | 25                                                                     | 10                                                                     | 4                                                                      | 3                                                                      | 3                                                                      | 3                                                                      | 3                                                                      | 4                                                                      | 7                                                                      | 10                                                                     | 19                                                                     | 32                                                                     | 47                                                                     | 56                                                                     | 97                                                                     | uit                                                                    |

### NPO Radio 2 Top 2000
| Nummer met noteringen in de NPO Radio 2 Top 2000 | '05 | '06 | '07 | '08 | '09 | '10 | '11 | '12 | '13 | '14 | '15 | '16 | '17 | '18 | '19 | '20 | '21 | '22 | '23 | '24 |
| ------------------------------------------------ | --- | --- | --- | --- | --- | --- | --- | --- | --- | --- | --- | --- | --- | --- | --- | --- | --- | --- | --- | --- |
| Smells Like Teen Spirit                          | 105 | 53  | 62  | 124 | 48  | 71  | 36  | 30  | 26  | 31  | 34  | 32  | 34  | 32  | 37  | 25  | 30  | 32  | 35  | 38  |

1. ↑  Een vetgedrukt getal geeft de hoogste notering aan.
2. ↑  2005 was het eerste jaar met een notering voor dit nummer.

### JOE fm Hitarchief Top 2000
| "Smells Like Teen Spirit" JOE fm Hitarchief Top 2000 | "Smells Like Teen Spirit" JOE fm Hitarchief Top 2000 | "Smells Like Teen Spirit" JOE fm Hitarchief Top 2000 | "Smells Like Teen Spirit" JOE fm Hitarchief Top 2000 | "Smells Like Teen Spirit" JOE fm Hitarchief Top 2000 | "Smells Like Teen Spirit" JOE fm Hitarchief Top 2000 | "Smells Like Teen Spirit" JOE fm Hitarchief Top 2000 |
| Jaar                                                 | 2009                                                 | 2010                                                 | 2011                                                 | 2012                                                 | 2013                                                 | 2014                                                 |
| ---------------------------------------------------- | ---------------------------------------------------- | ---------------------------------------------------- | ---------------------------------------------------- | ---------------------------------------------------- | ---------------------------------------------------- | ---------------------------------------------------- |
| Positie                                              | 17                                                   | 18                                                   | 16                                                   | 19                                                   | 22                                                   | 19                                                   |